# Outil de découverte
Un outil de découverte (de l'anglais Discovery system ou Discovery tool) est un système de recherche de bibliothèques basés sur la technologie des moteurs de recherche. Ces outils font partie du concept de bibliothèque 2.0 (en) et sont destinés à compléter, voire à remplacer, les catalogues existants de l'OPAC.

## Définition
Un outil de découverte  est un index général centralisé composé de données provenant d’éditeurs, d’agrégateurs de contenus et de sources locales (catalogues, dépôts institutionnels, collections numérisées, etc.). Un outil de découverte interroge donc une base de données unique, généralement constituée et vendue par un éditeur ; au contraire de la recherche fédérée qui interroge simultanément plusieurs bases d’éditeurs différents (via des « connecteurs »).
Ces systèmes ont vu le jour à la fin des années 2000 en réponse au désir des utilisateurs de disposer d'une option de recherche plus pratique, semblable à celle des moteurs de recherche sur Internet.

## Caractéristiques
- Important index central : une requête permet de rechercher les données à partir de différentes sources de données (index de moteur de recherche central complet). On peut donc, par exemple rechercher un article de revue ou un manuel directement dans le système de détection sans passer par une base de données de revues spéciale au catalogue de bibliothèques.
- Utilisation intuitive telle qu'elle est connue à partir d'un moteur de recherche. La recherche est en principe effectuée uniquement avec un formulaire simple, une fonction de recherche avancée n’est en partie plus fournie.
- Classement des résultats par pertinence: Le "meilleur" résultat est le premier à apparaître, pas nécessairement le plus récent. Un bon classement est important car de nombreux résultats sont souvent détectés en raison du grand espace de recherche.
- Affinement de la recherche avec menus déroulant : par exemple, à partir des correspondances trouvées, toutes celles disponibles en ligne peuvent être filtrées.
- Correction des erreurs de saisie via une fonction "Vouliez-vous dire ...?".
- Auto-complétion : Après avoir entré le champ de recherche, une liste déroulante de suggestions apparaîtra.
- Recherche exploratoire: vous trouvez des choses intéressantes que vous n'avez pas recherchées directement. Par exemple, des liens vers des résultats similaires, des entrées dans des bases de données de sujets ou des articles de wikipédia sont affichés (intégrabilité avec d'autres technologies Web).

## Contexte technique
Les moteurs de recherche en bibliothèque se composent de l'interface utilisateur (front-end) et de la base de données avec un index central interrogeable en arrière-plan (back-end). Un outil de découverte peut être une combinaison de frontend et de backend (par exemple Primo comme surface avec Primo Central comme index). La notion d'outil de découverte peut également signifier que le front-end (par exemple VuFind) peut être utilisé en combinaison avec divers index.

## Produits

### Produits commerciaux
- EDS (Outil de découverte d'EBSCO)
- Primo (Ex-libris)
- Summon (solutions en série)

### Produits Open Source
Tous les index centraux sont commerciaux, mais l’interface de découverte avec laquelle on combine l’index général peut être un produit open source. Plusieurs ont été développées par des universités américaines et sont « combinables » avec les différents index centraux commerciaux.
- VuFind (bibliothèque universitaire de Villanova)
- Blacklight
- Lukida ( Verbundzentrale der GBV )
- typo3find

## Bibliothèques utilisant un outil de découverte

### en France
Panorama des établissements documentaires (en France) qui proposent un outil de découverte (ou prévoient d'en proposer) :
| Nom de l'établissement                                                                        | Nom du DT                            | Année de mise en production | Année d'abandon | Lien                                                | Intégration catalogue      | SGBm *Comue    | Résolveur - AZ - ERM                                                         | API/surcouche | Commentaires |
| --------------------------------------------------------------------------------------------- | ------------------------------------ | --------------------------- | --------------- | --------------------------------------------------- | -------------------------- | -------------- | ---------------------------------------------------------------------------- | --- | --- |
| Université de la Polynésie française                                                          | EDS                                  | 2014                        | -               | Voir                                                | Non                        | Signataire     | FullTextFinder - PublicationFinder                                           | | |
| Télécom Bretagne                                                                              | Summon                               | 2014                        | -               | Voir                                                | Oui - koha                 |                | 360Link - E-JournalsPortal                                                   | | |
| CEA                                                                                           | EDS                                  | 2013                        | -               | Voir                                                | Oui - (une fois en 2014)   |                | AtoZ - LinkSource                                                            | | |
| Université Rennes 2                                                                           | Summon                               | 2012                        | 2014            | -                                                   | Non - koha                 | -              | 360Link - E-journalsPortal                                                   | API dans Koha pour affichage bento | |
| Université Rennes 2                                                                           | EDS                                  | 2015                        | 2017            | -                                                   | En projet - koha (OAI)     | -              | FullTextFinder - PublicationFinder                                           | Surcouche Drupal | |
| Université Rennes 2                                                                           | Primo                                | 2018                        | -               | Voir                                                | Oui                        | -              | SFX                                                                          | | |
| Université Rennes 1                                                                           | EDS                                  | 2014                        | -               | Voir                                                | Oui - Koha (dump hebdo)    |                | FullTextFinder et PublicationFinder                                          | | |
| Université de Lorraine                                                                        | EDS                                  | 2015                        | -               | Voir                                                | Oui                        | Signataire     | FullTextFinder - PublicationFinder                                           | | |
| Université de Poitiers                                                                        | Summon                               | 2014                        | -               | Voir                                                | Oui - ABNet                | Signataire     | 360Link - E-journalsPortal                                                   | | |
| Université La Réunion                                                                         | Primo                                | 2011                        | -               | Voir                                                | Oui                        | Signataire     | SFX                                                                          | | Metalib (exploité pour liste BDD uniquement) |
| Université PSL                                                                                | Primo                                | 2015                        | -               | Voir                                                | Oui                        |                | 4 + 2 SFX                                                                    | Intégration avec Drupal et Omeka | 12 SIGB intégrés + 4 bibnum/photothèques + 2 systèmes d'archives + 5 Sets Calames + 1 archive institutionnelle + 7 Sets HAL + 5 Sets Canal-U + 1 Set STAR + 1 plateforme de bibliographies |
| Université Paris Est (UPE)                                                                    | Primo                                | 2013                        | 2017            | Voir                                                | -                          | Signataire     | SFX                                                                          | | |
| Université Sorbonne Nouvelle (Paris 3)                                                        | Primo                                | 2010                        | -               | Voir                                                | -                          | Signataire*    | SFX                                                                          | Intégration dans un Joomla/CCK Seblod | Metalib (exploité pour liste BDD uniquement) et DigiTool (collections numériques) |
| Bibliothèque inter-universitaire Sainte-Barbe (Paris 3)                                       | Primo                                | 2009                        | -               | Voir                                                | -                          | -              | SFX                                                                          | Intégration dans un Joomla/CCK Seblod | Metalib et DigiTool (collections numériques) |
| Université Versailles Saint-Quentin (UVSQ)                                                    | Primo                                | 2010                        | -               | Voir                                                | Oui                        |                | SFX                                                                          | Projet d'intégration avec Drupal | Metalib (exploité pour BDD qui remontent comme résultats de recherche uniquement) |
| Université de Bretagne Occidentale (UBO)                                                      | Primo                                | 2014                        | 2015            | Voir                                                | -                          | Signataire     | SFX                                                                          | | |
| Université Paris Est Créteil (UPEC)                                                           | Primo                                | 2012                        | -               | Voir                                                | -                          | -              | SFX                                                                          | | |
| Université de Toulouse - SICD Toulouse                                                        | Primo                                | 2018                        | -               | Voir                                                | Oui                        | Pilote         | Alma                                                                         | - | Le réseau des bibliothèques de l'Université de Toulouse utilisait auparavant Summon |
| Sciences Po                                                                                   | Summon                               | 2013                        | -               | Voir                                                | Oui                        | Signataire*    | 360Link - E-journalPortal                                                    | | |
| FMSH                                                                                          | Summon                               | 2014                        | -               | Voir                                                | Oui                        |                | 360Link - E-JournalPortal                                                    | | Intègre les documents d'archives décrits en EAD. |
| ICP                                                                                           | Summon                               | 2015                        | -               | Voir                                                | Oui                        |                | 360Link - E-JournalPortal                                                    | | |
| Clermont Université                                                                           | Blacklight                           | 2013                        | -               | Voir                                                | Oui                        | Pilote         | SFX                                                                          | | Pas d'articles |
| Université Paris Descartes (Paris 5)                                                          | EDS                                  | ?                           | -               | Voir                                                | Oui - Aleph                | Pilote         | FullTextFinder - PublicationFinder                                           | | |
| Université de Strasbourg (UNISTRA) - BNU - Université de Haute-Alsace (UHA) - INSA Strasbourg | EDS (sauf Unistra)                   | 2017                        | -               | Unistra-SebinaYou Unistra-EDS BNU-SebinaYou BNU-EDS | Non                        | Pas signataire | SFX d'Ex Libris pour l'Unistra, 3 instances 360Link d'Ebsco (BNU, INSA, UHA) | Liens depuis le portail documentaire SebinaYOU de chaque établissement vers sa page Ebscohost                                                                   | |
| Université Lille 2                                                                            | EDS                                  | 2015                        | -               | Voir                                                | Oui                        | Signataire     | FullTextFinder - Publication Finder                                          | Projet d'intégration dans le site web | Archive institutionnelle moissonnée |
| Université Savoie Mont Blanc                                                                  | Summon                               | 2015                        | 2016            |                                                     | Oui                        | Signataire     | 360Link - E-JournalPortal                                                    | | Archive institutionnelle moissonnée |
| Aix Marseille Université (AMU)                                                                | Summon                               | 2016                        | -               | Voir                                                | Oui - koha (ftp)           | Signataire     | 360Link - E-JournalPortal                                                    | | |
| Université Paris Dauphine                                                                     | Primo                                | 2010                        | -               | Voir                                                | Oui - Aleph                |                | SFX                                                                          | En chantier, la mise en place d'une interface d'interrogation des données bibliographiques autour des API de Primo et Aleph (mise en production : rentrée 2016) | Archive institutionnelle moissonnée |
| Université Claude Bernard Lyon 1                                                              | EDS                                  | 2018 (septembre)            | -               |                                                     | Oui - Horizon (SirsiDynix) | Pas signataire | Full Text Finder / Publication Finder / Coral                                | | |
| Université Jean Moulin Lyon 3                                                                 | Summon                               | 2016                        | -               |                                                     | Oui - koha (ftp)           |                | 360Link - E-JournalPortal                                                    | | |
| Ecole normale supérieure de Cachan                                                            | EDS                                  | 2016                        | 2017            |                                                     | Oui - koha (OAI-PMH)       |                | FullTextFinder - Publication Finder                                          | | |
| Ecole normale supérieure Paris-Saclay                                                         | PRIMO                                | 2017                        | -               |                                                     | Oui - koha (OAI-PMH)       |                | SFX                                                                          | En cours d'installation pour une mise en prod fin septembre 2017                                                                                                | |
| Bibliothèque Inter-universitaire de la Sorbonne                                               | ENCORE (EDS - Millennium INNOVATIVE) | 2015                        | -               |                                                     |                            |                | FullTextFinder - Publication Finder                                          | | |
| SCD Tours - Université François Rabelais                                                      | ENCORE (EDS - Sierra INNOVATIVE)     | 2014                        | -               |                                                     |                            |                | FullTextFinder - Publication Finder                                          | | |
| Université de Limoges                                                                         | Summon                               | 2015                        | -               | Voir                                                | Non                        |                | 360Link - E-JournalPortal                                                    | | |
| Université Le Havre Normandie                                                                 | Primo                                | 2018                        |                 | Voir                                                | Oui                        | Signataire     | Alma                                                                         | | |

EDS (EBSCO Discovery Service) | Primo (ExLibris/Proquest) | Summon (Proquest)

### en Allemagne
| Outil de découverte      | Bibliothèque                                                             | Lien                              |
| ------------------------ | ------------------------------------------------------------------------ | --------------------------------- |
| EBSCO Discovery Service  | Universitätsbibliothek Freiburg                                          | Katalog plus                      |
| E-LIB (Eigenentwicklung) | Staats- und Universitätsbibliothek Bremen                                | E-LIB                             |
| Lukida (GBV)             | Universitätsbibliothek Magdeburg                                         | UBfind                            |
| Lukida (GBV)             | Universitätsbibliothek Rostock                                           | Discovery-Service                 |
| Primo (ExLibris)         | Universitätsbibliothek der Freien Universität Berlin                     | Bibliotheksportal Primo           |
| Primo (ExLibris)         | Universitätsbibliothek der Humboldt-Universität zu Berlin                | Primus                            |
| Summon (ProQuest)        | UB Konstanz                                                              | KonSearch                         |
| TYPO3 (Extension "finc") | Sächsische Landesbibliothek – Staats- und Universitätsbibliothek Dresden | SLUB-Katalog                      |
| VuFind                   | Universitätsbibliothek Ilmenau                                           | Ilmenauer Discovery Tool          |
| VuFind                   | Centre de recherche de Jülich                                            | Informationsportal JuLib eXtended |
| VuFind                   | Staats- und Universitätsbibliothek Hamburg                               | beluga                            |
| VuFind                   | UB Braunschweig                                                          | Katalog (beluga)                  |
| VuFind                   | Bib. HS Ulm                                                              | Bibliothekskatalog (BOSS)         |
| VuFind                   | Universitätsbibliothek Magdeburg                                         | ubfind                            |

#### Ouvrages
- (de) Heidrun Wiesenmüller: Informationskompetenz und Bibliothekskataloge. In: Wilfried Sühl-Strohmenger / Martina Straub (Hrsg.): Handbuch Informationskompetenz. De Gruyter Saur, Berlin 2012, S. 93–100.
- (de) Klaus Niedermair: Gefährden Suchmaschinen und Discovery-Systeme die informationelle Autonomie? In: Mitteilungen der Vereinigung Österreichischer Bibliothekarinnen & Bibliothekare. Jg. 67, 2014, Nr. 1, S. 109–125.
- Soledad Lida, Les outils de découverte en bibliothèque universitaire, Villeurbanne, Enssib (mémoire d'étude, diplôme de conservateur de bibliothèque), décembre 2016, 174 p. [En ligne sur le site de la bibliothèque numérique de l'Enssib (page consultée le 21 février 2017)]

#### Articles
- (de) Wiesenmüller, Heidrun (2012): Resource Discovery Systeme – Chance oder Verhängnis für die bibliothekarische Erschließung? Vortrag im Rahmen der Jahrestagung der Deutschen Gesellschaft für Klassifikation, 1.–2. August 2012, Hildesheim
- (en) Aaron Tay, « 8 things we know about web scale discovery systems in 2013 », sur Musings about librarianship, 15 juin 2013 (consulté le 19 juin 2013)
- Benoit Soubeyran, « Des outils de découverte libres en bibliothèque : VuFind, Blacklight », sur Le blog d'un bibliothécaire wikimédien, 29 août 2019 (consulté le 29 août 2019)

#### Outils collaboratifs
- Liste de discussion : https://groupes.renater.fr/sympa/info/riaod
- Framateam (Mattermost) : https://framateam.org/riaod/

#### Ressources
- Discovery Tools, a Bibliography Cette bibliographie vise à donner un aperçu de ce que les bibliothécaires (surtout) ont dit ou écrit sur les outils de découverte.
- Résultats d'enquête SIGB-DT juin 2016 données résumé
- Journées d'études Couperin :
  - 8 septembre 2011 : présentation du rapport du groupe de travail, comparatif sur les différents fournisseurs
  - 24 janvier 2012 : présentation d'outils complémentaires à ceux présentés à la première journée, pas forcément tous des outils de découverte (ENCORE, Blacklight, VuFind, Libraryfind)